# Brandrenalin
Brandrenalin ist das 8. Album der Allschwiler Rap-Band Brandhärd. Es erschien am 5. Oktober 2007. Am 21. Oktober stieg Brandrenalin in der offiziellen Schweizer Hitparade auf Platz 19 ein. Nach 4 weiteren Wochen und den weiteren Platzierungen 33, 40, 58 und schließlich 86 verabschiedet sich das Album aus der Hitparade. Die Plattentaufe fand am 2. November in der Kaserne Basel statt. Parallel zum Album wurde ein gleichnamiger Energy-Drink lanciert, welcher hauptsächlich an den Konzerten verteilt wurde.

## Illustration
Auf dem Cover ist ein schreiender Mann zu sehen. Er trägt eine grüne Kappe und hat in der rechten Hand ein grosses, rotes Megaphon.

## Titelliste
1. Träne in de Auge – 4:02
2. Brandrenalin – 3:43
3. 10 Joor – 4:37
4. Alles für Euch – 3:33
5. Energieschub – 3:11
6. Gläser in d’Luft (feat. Delinquent Habits) – 4:36
7. Major Player – 3:46
8. Lebändigi Gschicht Samtpfote Pt. 2 – 4:42
9. B wie Basel – 4:10
10. L'État d'Ésprit (feat. Lalcko) – 4:07
11. Numme mir drey – 4:14
12. Zrugg uf e Karton (feat. Zitral) – 3:37
13. Kein Schlaf (feat. Prinz Pi) – 3:52
14. Kleine Prinz (feat. SimonAyEm & Apache) – 4:21
15. Stimm vo dr Jugend – 3:45
16. B wie Basel (TripleNine Remix) – 3:43
17. Gib mr e Pause – 4:02
18. Test am Änd – 4:48

## Gastbeiträge

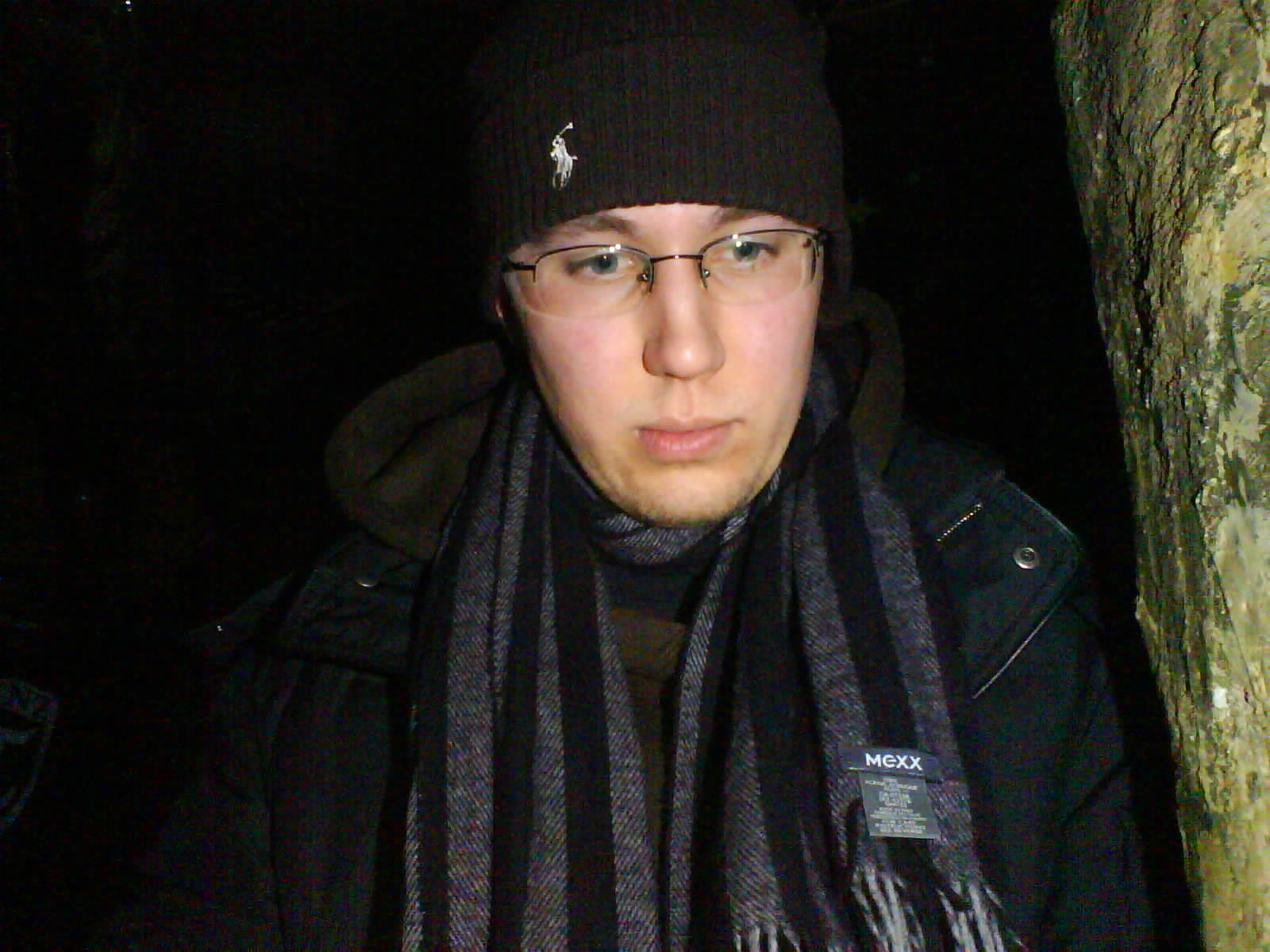
Prinz Pi (2007/Grunewald)

Auf dem Album befinden sich insgesamt sechs Gastbeiträge. Auf dem Stück 'Gläser in d'Luft' ist die US-Gruppe Delinquent Habits vertreten. Weiter befindet sich der Französisch-Kameruner Lalcko mit dem Track 'L'État d'Ésprit' auf dem Album. Er war bereits beim Kollabo-Album 'Même Sang' von Brandhärd und Mamoney, welches im selben Jahr erschien, mit dabei. Ein weiterer Feature-Gast ist der Deutsch-Rapper Prinz Pi. Bei der Remix-Version von 'B wie Basel' sind auch die Mitglieder vom Brandhärd-Label 'TripleNine' an Bord. Deren Mitglied Zitral hat beim Lied 'Zrugg uf e Karton' einen Gastbeitrag, SimonAyEm ist zusammen mit Apache auf 'Kleine Prinz' zu hören.

## Videos
Zu den Songs 'Energieschub' und 'Träne in de Auge' gab es jeweils Musikvideos. Sie wurden beide vom Schweizer Videoproduzenten Samuel Flückiger gedreht. 'Träne in de Auge' wurde an der französischen Normandieküste vor Mont Saint Michel gedreht und gewann im Oktober 2008 den Slangnacht Award für das beste Schweizer Rapvideo. 'Energieschub' wurde bei den Solothurner Filmtagen 2008 für den Preis des besten Schweizer Musikvideos nominiert. Zudem erschien zum Song 'Lebändigi Gschicht' ein Video, welches vom Band-DJ Johny Holiday zusammengeschnitten wurde. Das Video zeigt Graffiti in und um Basel.

## Kritik
„Die allesamt überzeugenden Features und typische Brandhärdtracks, die sich um Zusammenhalt, Basel oder ihre Crew drehen, runden das Album ab.
Somit sollte wirklich für alle Rapliebhaber etwas auf „Brandrenalin“ zu finden sein. Die Beats sind noch abwechslungsreicher, die Texte noch kreativer als auf den letzten Alben. Trotzdem bleiben sie sich treu und ziehen ihr Ding auch nach 10 Jahren im Biz immer noch so durch wie am Anfang.“

„Kraft- und fantasievoll kommen die Beats daher, immer mit schönem Schub, ohne langweilig zu werden. [...] Klare Formen ohne Schnörkel – das ist es, was die Crew zeichnet. Und: Die Zeiten endlosen Posens sind definitiv vorbei. Zuviel haben die Jungs erlebt, zu sehr hat sie das Leben gezeichnet. Aus Jungs sind Väter geworden, deren Lebensmittelpunkt plötzlich anderswo, als bei Bitches, Boobs und Karren liegt. Trotzdem bleiden Brandhärd glaubwürdig – inhaltlich und musikalisch. Und das ist gut so!“